# It's Ecstasy When You Lay Down Next to Me
It's Ecstasy When You Lay Down Next to Me è una canzone prodotta e registrata da Barry White e scritta da Nelson Pigford e Ekundayo Paris nel 1977, pubblicata come primo singolo estratto dall'album Barry White Sings for Someone You Love.
Il singolo ricevette un disco d'oro dalla RIIA il 2 luglio 1974.
La parte introduttiva del brano verrà impiegata da Robbie Williams come campionamento per la sua canzone Rock DJ, inclusa nell'album Sing When You're Winning del 2000.

## Tracce
7 Single
1. It's Ecstasy When You Lay Down Next to Me
2. I Never Thought I'd Fall In Love With You

## Classifiche
| Classifica (1977) | Posizione più alta |
| ----------------- | ------------------ |
| Billboard Hot 100 | 4                  |
| U.S. R&B Chart    | 1                  |
| U.S. Dance        | 5                  |
| Regno Unito       | 40                 |